# 12インチ グリボーバル臼砲

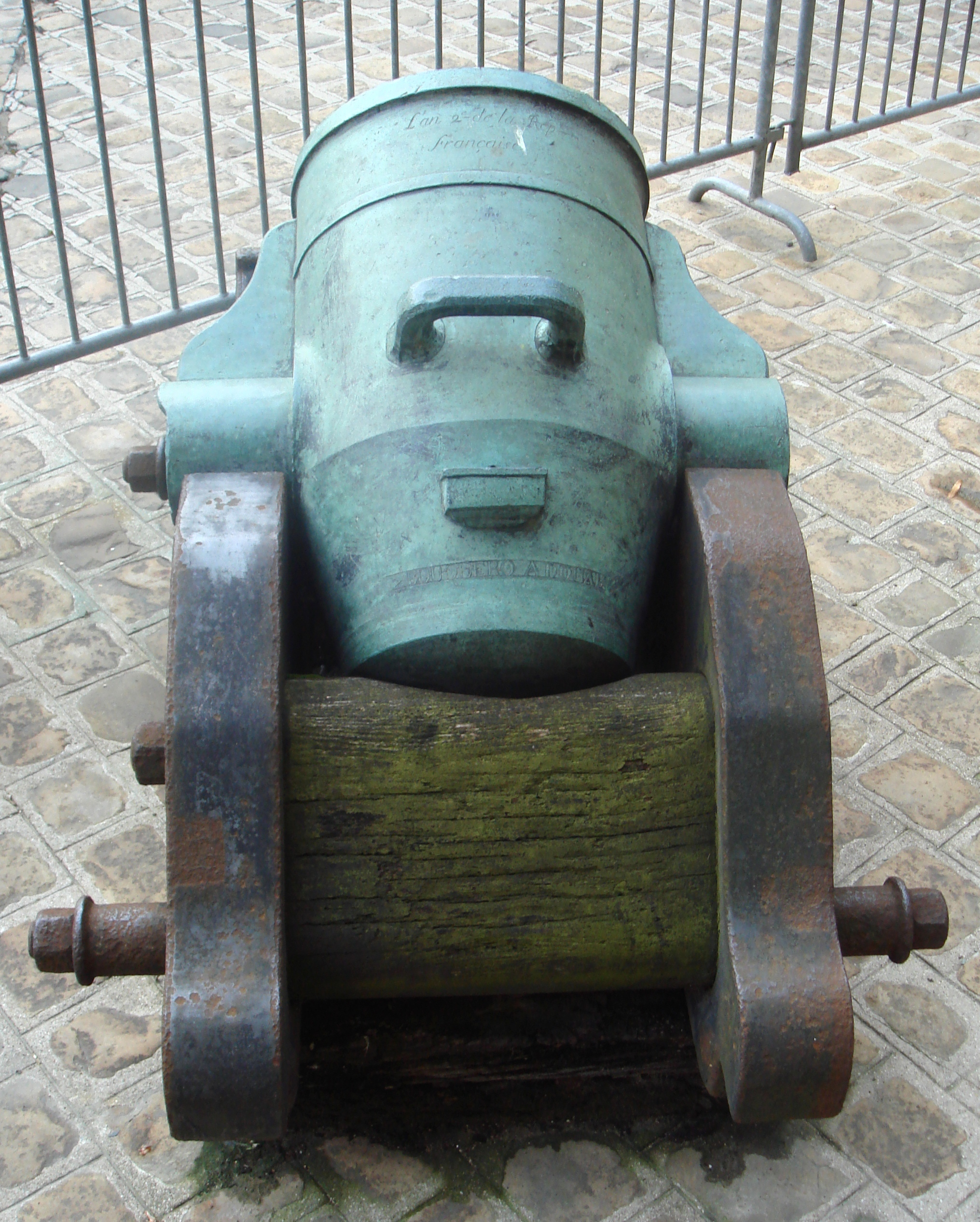
12インチ グリボーバル臼砲（1793年 - 1794年）

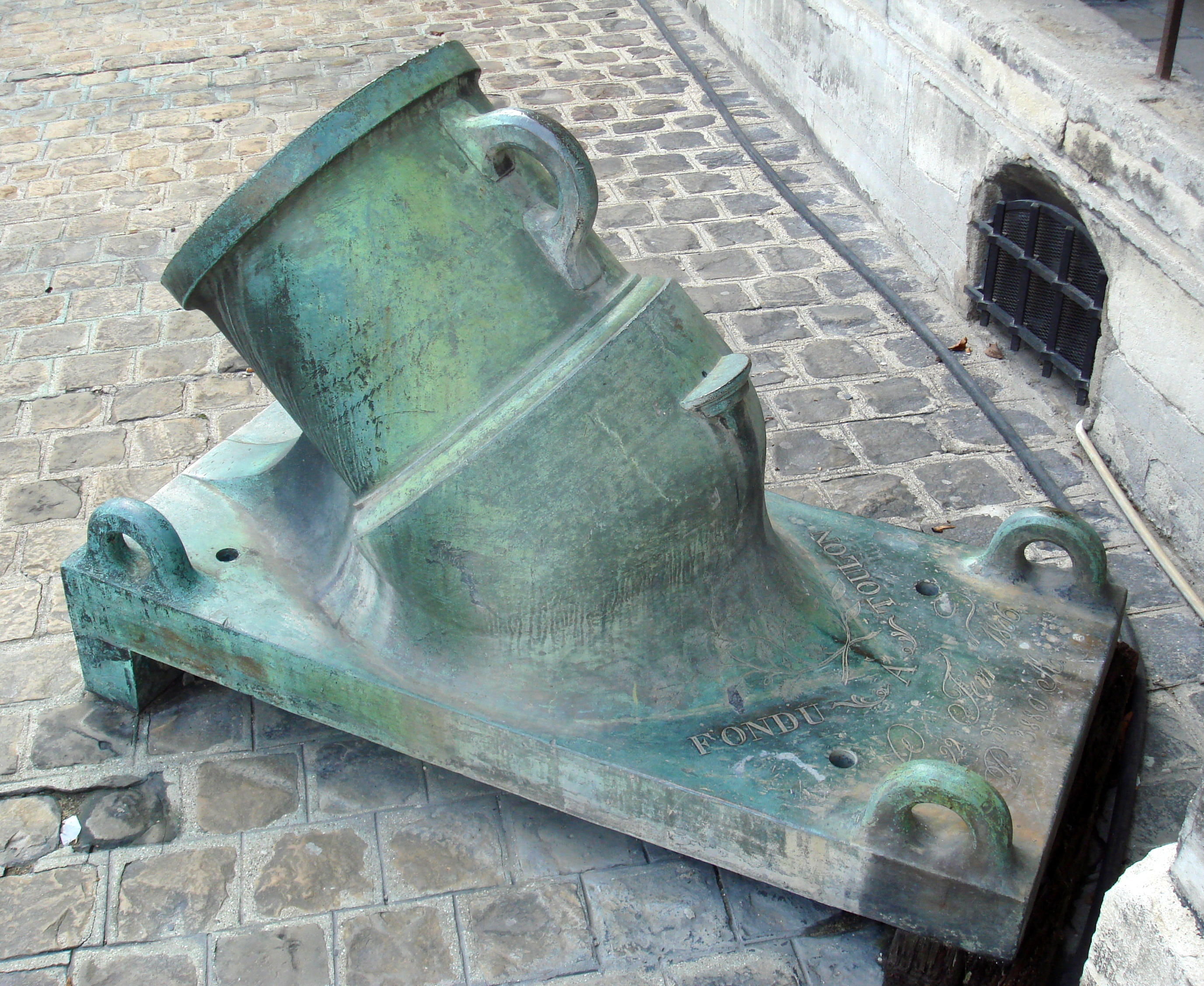
沿岸砲用12インチ グリボーバル臼砲 1806年

12インチ グリボーバル臼砲（Mortier de 12 pouces Gribeauval）とはフランス革命からナポレオン戦争にかけてフランス軍が使用していた攻城臼砲である。
技師であり砲兵隊第一総監であったジャン＝バティスト・ヴァケット・ド・グリボーバルが開発したことから彼の名前を取ってグリボーバル臼砲と呼ばれた。
アメリカの独立戦争でもジャン＝バティスト・ド・ロシャンボー将軍率いるフランス遠征部隊がヨークタウンの戦いで使用していた。

## 発射手順
組み立てと設置には15人がかりで6時間を要し、1発撃つのに5人がかりで30分を要した。
1. 1. 砲身内部を掃除する。
2. 2. 棒を使ってテコの原理で砲身を垂直に起こす。
3. 3. 射程に応じた所定量の火薬を入れる。
4. 4. 砲弾を持ち上げて垂直になっている砲身に上から装填する。72kgもある砲弾は一人では持ち上がらないので砲弾についているフックを利用して担ぎ棒を使用して四人がかりで持ち上げて装填する。
5. 砲身を所定の角度へ戻して照準調整を行う、角度の測定は砲口に角度計を当てて測定する。
6. 導火線に着火して発射。